# Lactococcus lactis
A Lactococcus lactis egy Gram-pozitív baktérium, amelyet széles körben használnak író- és sajtgyártásban, de az első génmódosított szervezetként vált híressé, amelyet élőben alkalmaztak emberi betegségek kezelésére. A L. lactis sejtek párokban és rövid láncokban csoportosuló coccusok, amelyek a növekedési körülményektől függően tojásdadnak tűnnek, jellemzően 0,5-1,5 μm hosszúak. A L. lactis nem termel spórákat (nem spórás), és nem mozgékony. Homofermentatív anyagcserével rendelkeznek, vagyis tejsavat termelnek a cukrokból. Azt is jelentették, hogy exkluzív L-(+)-tejsavat állítanak elő. Mindazonáltal, a jelentések szerint D-(-)-tejsav képződik, ha alacsony pH-n tenyésztik. A tejsavtermelő képesség az egyik oka annak, hogy a L. lactis az egyik legfontosabb mikroorganizmus a tejiparban. Élelmiszer-erjesztési története alapján az L. lactis általánosan biztonságos (GRAS) státuszúnak minősül, kevés esetbeszámolva arról, hogy opportunista kórokozó lenne.
A Lactococcus lactis döntő fontosságú a tejtermékek, például az író és a sajtok gyártásában. Amikor a L. lactis ssp. lactis a tejhez kerül, a baktérium enzimek segítségével energiamolekulákat (ATP) állít elő laktózból. Az ATP energiatermelés mellékterméke a tejsav. A baktérium által termelt tejsav alvasztóvá teszi a tejet, amely azután szétválva sajtkészítésre használt alvadékot képez. A baktérium egyéb felhasználási területei közé tartozik pácolt zöldségek, sör vagy bor, egyes kenyerek és más erjesztett élelmiszerek, például szójatej-kefir, író és mások előállítása. A L. lactis az egyik legjobban jellemzett alacsony GC Gram-pozitív baktérium, amely részletes ismeretekkel rendelkezik a genetikáról, az anyagcseréről és a biológiai sokféleségről.
A L. lactis főként a tejtermékek környezetéből vagy növényi anyagokból izolálható. Feltételezik, hogy a tejtermékekből származó izolátumok olyan folyamat során fejlődtek ki növényi izolátumokból, amelyek során a gazdag tejben hasznot nem hozó gének elvesztek vagy leszabályozták. Ezt a folyamatot, amelyet genom eróziónak vagy reduktív evolúciónak neveznek, számos más tejsavbaktériumban leírták. A növényből a tejtermelő környezetbe javasolt átmenetet a laboratóriumban reprodukálták egy olyan növényi izolátum kísérleti evolúciójával, amelyet hosszabb ideig tejben termesztettek. Összhangban az összehasonlító genomika eredményeivel, ez azt eredményezte, hogy az L. lactis elvesztette vagy leszabályozza a tejben nélkülözhetetlen géneket, és megnőtt a peptidtranszport.